# 澳門綜藝館
澳門綜藝館（簡稱綜藝館）位於澳門新口岸畢仕達大馬路和羅理基博士大馬路交界，是一個體育比賽、文娛、康樂和表演場地，現由澳門特別行政區政府體育局管理。
澳門綜藝館由葡萄牙籍工程師設計，於1985年5月27日啟用。1999年澳門回歸前，為舉行澳門特別行政區政府成立儀式，澳門綜藝館由中國工程師周緒楷負責改建工程。為舉行2005年東亞運動會，體育場地曾進行修葺工程，加設新聞媒體工作間、廣播室等。2011年5月1日，澳門特別行政區政府於綜藝館舉行綜藝館25周年紀念演唱會。

## 設施
澳門綜藝館包括第一館、主前廳、貴賓室及展覽室，佔地面積7280平方米，設有4062個單人座位。
- 第一館：體育場地合符國際標準，可舉行多項專業性或體育活動。
- 主前廳：佔地面積680平方米，可提供作展覽及各項活動用途。
- 展覽室：佔地面積1020平方米，可供作各類大型展覽用途。

## 外部連結
- 澳門特別行政區體育局：澳門綜藝館 （页面存档备份，存于）
- 人民日报：澳门综艺馆 （页面存档备份，存于）